# 사로스 주기
사로스 주기(Saros 週期)는 일식과 월식의 주기로, 6585.3213일, 즉 18년 11일의 회합 주기를 갖는다.
지구의 궤도면인 황도와 달의 궤도면인 백도가 서로 일치하지 않고 5°9′기울어져 있기 때문에, 일식이나 월식은 매달 일어나지 않으며, 황도와 백도가 교차하는 지점 부근에서 태양과 달이 만날 때 또는 정반대 방향에 왔을 때로 한정된다.
고대 칼데아인들은 경험으로 일식과 월식이 223삭망월, 즉 18년 11일 만에 되풀이된다는 것을 알고 있었다. 18년이라는 길이는 태양과 힘을 주고 받아 달의 궤도면(백도)이 방향을 바꾸는 주기이다.
사로스 주기는 일식과 월식을 나타낸 표에서도 알 수 있다. 예를 들어 1972년에 일어난 두 차례의 일식은 1사로스 후인 1990년에 다시 나타났다. 또한 1970년 3월 7일 미국을 지나간 일식은 1사로스 후 지역이 약간 빗나가 1988년 3월 18일 한국의 남쪽을 지나가는 일식이 되어 나타났다. 월식도 1971년과 1989년, 1972년과 1990년이 1사로스 사이를 두고 대응하고 있다.

## 같이 보기
- 일식
- 월식
- 메톤 주기

## 참고 자료
- 식의 주기
- 이넥스 주기